# Fertilizante

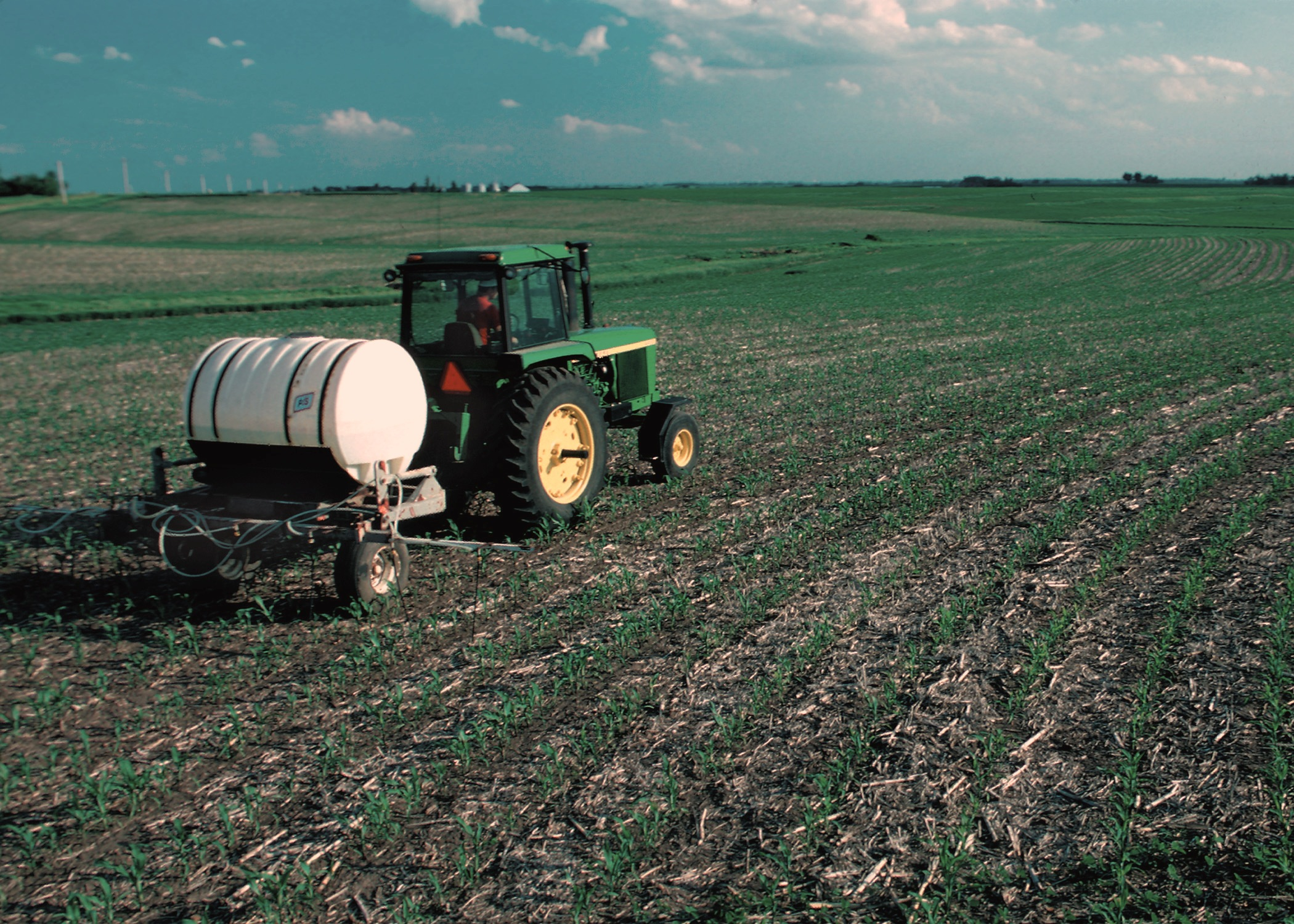
Fertilizando con nitrógeno un campo de maíz, en Estados Unidos

Un fertilizante o abono es cualquier tipo de sustancia orgánica o inorgánica que contiene nutrientes en formas asimilables por las plantas, para mantener o incrementar el contenido de estos elementos en el suelo, mejorar la calidad del sustrato a nivel nutricional, estimular el crecimiento vegetativo de las plantas, etc. Ejemplos naturales o ecológicos de abono se encuentran tanto en el clásico estiércol, mezclado con los desechos de la agricultura como el forraje, o en el guano formado por los excrementos de las aves (por ejemplo de corral, como el de la gallina). 

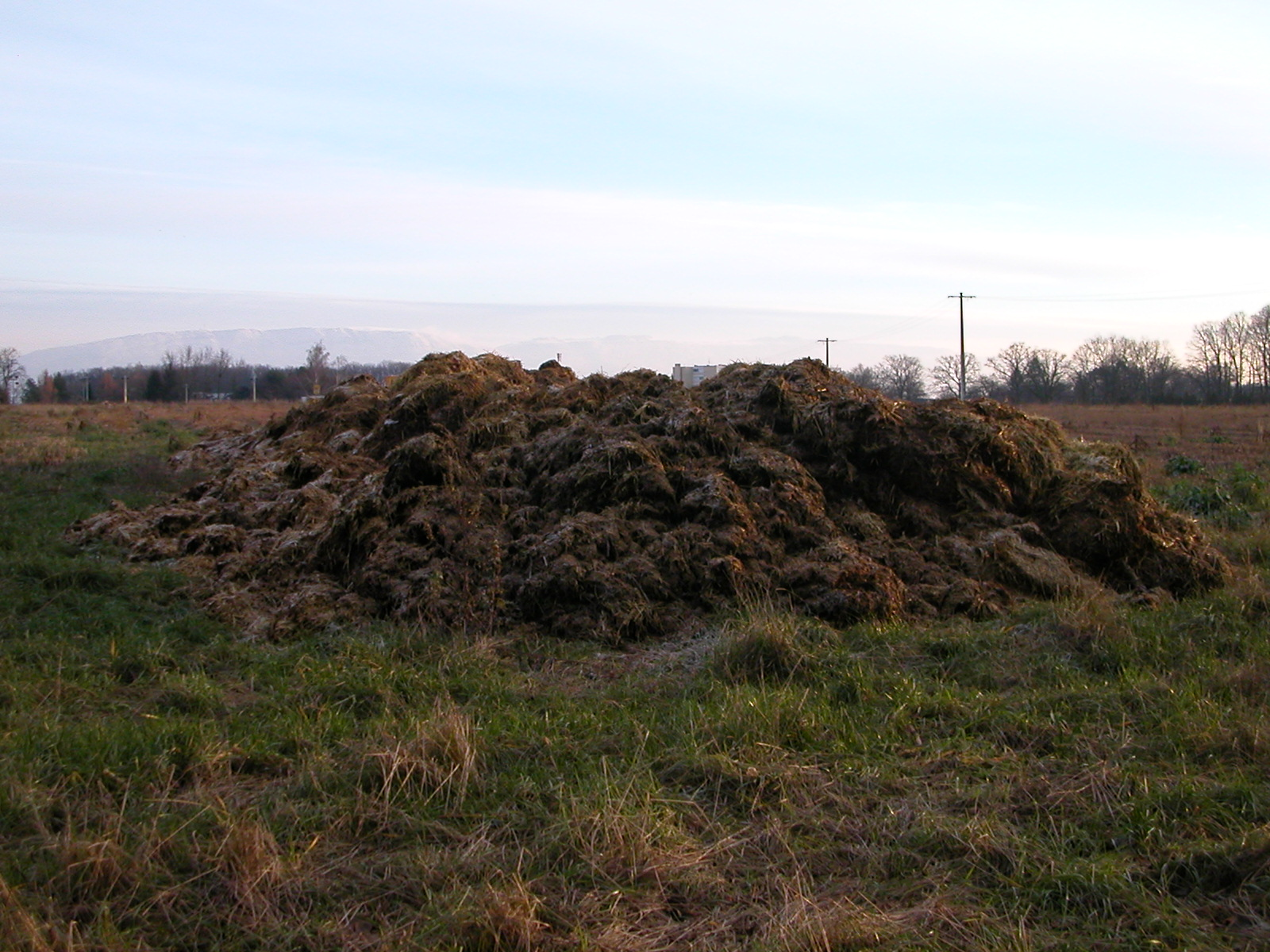
Estiércol empleado como abono

Las plantas no necesitan compuestos complejos del tipo de las vitaminas o los aminoácidos, esenciales en la nutrición humana, pues sintetizan todo lo que precisan; solo requieren diecisiete elementos químicos que deben presentarse en una forma que la planta pueda absorber. Dentro de esta limitación, el nitrógeno, por ejemplo, puede administrarse con igual eficiencia en forma de urea, nitratos, compuestos de amonio o amoníaco puro.
La definición de abono según el reglamento de abonos de la Unión Europea es "material cuya función principal es proporcionar elementos nutrientes a las plantas".
La acción consistente en aportar un abono se llama fertilización. Los abonos, junto a las enmiendas, forman parte de los productos fertilizantes.
Los abonos han sido utilizados desde la antigüedad, cuando se añadían al suelo, de manera empírica, los fosfatos de los huesos (calcinados o no), el nitrógeno de las deyecciones animales y humanas o el potasio de las cenizas.

## Papel de los abonos
Un fertilizante es una sustancia destinada a abastecer y suministrar los elementos químicos al suelo o al follaje para que la planta los absorba. Se trata de una reposición o aporte artificial de nutrientes.
Un fertilizante mineral es un producto de origen inorgánico, que contiene, por lo menos, un elemento químico que la planta necesita para su ciclo vital. La característica más importante de cualquier fertilizante es que debe tener una solubilidad máxima en agua, para que pueda disolverse en la solución del suelo, ya que los nutrientes entran en forma pasiva y activa en la planta, a través del flujo del agua.
Para cumplir el proceso de su vida vegetativa, las plantas tienen necesidad además del agua y del aire, de 17 elementos nutritivos, y de energía solar necesaria para la síntesis clorofílica.

### Clasificación de los nutrientes
Estos elementos químicos o nutrientes pueden clasificarse en: macronutrientes y micronutrientes.

#### Macronutrientes
Los macronutrientes son aquellos que se expresan como: % en la planta o g/100g
Generalmente son: C - O - H - N – P – K – Ca – Mg - S.
- (C-H-O): son tomados principalmente del aire a través de la fotosíntesis, la respiración y del agua, aunque también pueden ser absorbidos de la materia orgánica disponible en el suelo o por fertilización. No es necesario que se aporten en el abonado, aunque su aporte puede ser muy beneficioso.

- Principales o primarios (N-P-K): son los macronutrientes esenciales que la planta requiere en mayor cantidad que, salvo en el caso de las leguminosas, que son capaces de absorber el nitrógeno del aire por asociación con microorganismos fijadores del nitrógeno, en agricultura es fundamental su aporte en el abonado.

- Secundarios (Ca-Mg-S):son los macronutrientes esenciales que la planta requiere en menor cantidad, aunque sigue necesitando una cantidad de estos nutrientes muy superior a la de los micronutrientes.

#### Micronutrientes
Los micronutrientes se expresan como: parte por millón = mg/kg = mg /1000 g 
Los principales son: Fe – Zn – Cu – Mn – Mo- B – Cl - Ni.

## Fertilizantes o abonos principales
Se suelen clasificar en función de los nutrientes que aportan:
- Nutrientes primarios: Se habla de abonos de tipo NPK si contiene los tres nutrimentos. En caso contrario, se habla de fertilizantes nitrogenados, fosfatados, potásicos, abonos NP, NK o PK.

- Nutrientes secundarios: Correctores de carencias de calcio, magnesio o azufre.

- Mezclas de abonos primarios y secundarios: Suelen denotarse como N-P-K (X), con X= Ca, Mg o S. De esta manera, por ejemplo, un NPK (Mg) de fórmula 7-12-40 (2) es un abono con un 7% N, 12% P2O5, 40% K2O y 2% MgO.

- Micronutrientes: correctores de carencias de Fe, Mn, Mo, Cu, B, Zn, Cl,... Pueden comercializarse como correctores de un solo micronutriente, de varios e incluso en combinación con cualquiera de los anteriores.

Estos elementos secundarios y micronutrientes se encuentran habitualmente en cantidad suficiente en el suelo, y son añadidos únicamente en caso de carencia.
Las plantas tienen necesidad de cantidades relativamente importantes de los elementos primarios. El nitrógeno, el fósforo y el potasio son los elementos que se absorben en mayor cantidad y frecuentemente se requiere añadir en forma de fertilizante.
- El nitrógeno contribuye al desarrollo vegetativo de todas las partes aéreas de la planta. Es muy necesario distribuirlo sin exceso pues iría en detrimento del desarrollo de las flores, de los frutos o de los bulbos <.[7]
- El fósforo refuerza la resistencia de las plantas y contribuye al desarrollo radicular. El fósforo se encuentra en el polvo de huesos.
- El potasio contribuye a favorecer la floración y el desarrollo de los frutos. El potasio se encuentra en la ceniza de madera.

Los fertilizantes NPK constituyen la base de la mayor parte de los abonos vendidos en nuestros días. El nitrógeno es el más importante de entre ellos, y el más controvertido dada la fuerte solubilidad en el agua de los nitratos y su contaminación a las aguas freáticas cuando se abusa de ellos.

## Clasificación de los fertilizantes o abonos
Los abonos pueden ser de dos tipos: orgánicos y/o inorgánicos

### Abonos orgánicos
Los abonos orgánicos son generalmente de origen animal o vegetal. Pueden ser también de síntesis (aminoácidos, urea...).
Los primeros son típicamente desechos industriales tales como desechos de matadero (sangre desecada, cuerno tostado, desechos de pescado, lodos de depuración de aguas). Son interesantes por su aporte de nitrógeno de descomposición relativamente lenta, y por su acción favorecedora de la multiplicación rápida de la microflora del suelo, pero enriquecen poco el suelo de humus estable.
Los segundos pueden ser desechos vegetales (residuos verdes), compostados o no. Su composición química depende del vegetal de que proceda y del momento de desarrollo de éste. Además de sustancia orgánica contiene gran cantidad de elementos como nitrógeno, fósforo y calcio, así como un alto porcentaje de oligoelementos. También puede utilizarse el purín pero su preparación adecuada es costosa.
Los abonos verdes retoman la práctica ancestral que consiste en enterrar las malas hierbas. Se realiza sobre un cultivo intercalado, que es enterrado en el mismo lugar.
Cuando se trata de leguminosas tales como la alfalfa o el trébol, se obtiene además un enriquecimiento del suelo en nitrógeno asimilable pues su sistema radicular asocia las bacterias del género Rhizobium, capaces de fijar el nitrógeno atmosférico. Para hacer esta técnica más eficaz se siembran las semillas con la bacteria.

### Abonos inorgánicos
Los abonos inorgánicos son sustancias de origen mineral, producidas bien por la industria química (abonos químicos —desde 1840, Justus von Liebig—), bien por la explotación de yacimientos naturales (fosfatos, potasa)...
La industria química interviene sobre todo en la producción de abonos nitrogenados, que pasan por la síntesis del amoníaco a partir del nitrógeno del aire. Del amoníaco se desprende el proceso de producción de la urea granulada, este se comercializa como refrigerante para la industria y también sirve para la elaboración de cosméticos y tintura de cabello, y la fabricación de desinfectantes y limpiadores de cocina, entre otros. Por otro lado, interviene en la fabricación de abonos complejos. Los abonos compuestos pueden ser simples mezclas, a veces realizadas por los distribuidores (cooperativas o intermediarios).
Existen muchas variedades de abonos que se denominan según sus componentes. El nombre de los abonos minerales está normalizado, en referencia a sus tres principales componentes (NPK). 
Se pueden clasificar según el estado físico en el que se comercializan: 
- Sólidos: muchos fertilizantes NPK, ureas, etc.
- Líquidos: algunos fertilizantes NPK, aminoácidos, ácidos húmicos...

Además, encontramos otra clasificación en función de cuantos elementos nutritivos tenga la formulación del fertilizante:

### Abonos simples
Son abonos formulados con un solo nutriente. Pueden ser nitrogenados, fosfatados, potásicos.... Destacan: 
- urea (NH2)2CO).

- Correctores de carencias simples: fertilizantes de un determinado nutriente para corregir una carencia determinada. También se llaman enmiendas minerales. Se emplean para la corrección de problemas importantes derivados de la escasez o ausencia de un determinado elemento en el suelo, desequilibrios nutricionales, corrección de problemas de acidez, etc.

Dentro de las enmiendas minerales, destacan:
- Enmiendas calizas: se recogen aquellos productos y materiales utilizados tanto para aportar este elemento como para elevar el pH del suelo de suelos ácidos. Destaca el carbonato de calcio de roca calcárea molida, arena calcárea, creta fosfatada, etc. El carbonato de calcio y magnesio (dolomita), el sulfato de calcio (yeso), etc. Aunque estos últimos serían enmiendas calizas dobles (ya que contienen 2 elemento nutricionales).

- Enmiendas magnésicas: se incluyen muchos de los productos anteriores que contienen magnesio en su formulación (como el carbonato de magnesio o magnesita, dolomita, etc), el sulfato de magnesio (Kieserita), etc. Este último también se trata de una enmienda mineral doble. Las enmiendas magnésicas suelen ser necesarias sobre todo en suelos calcáreos debido al antagonismo Ca/Mg. Cuando esa relación es superior a 10 la deficiencia de Mg suele ser visible.[10]

- Enmiendas de azufre. Se utiliza el azufre elemental, yeso, etc.

### Abonos compuestos
Están formados por dos o más nutrientes principales (nitrógeno, fósforo y potasio) pudiendo contener alguno de los tres nutrientes secundarios (calcio, magnesio, y azufre) o de los micronutrientes (boro, cobre, hierro, manganeso, molibdeno o zinc) esenciales para el crecimiento de las plantas, aunque en pequeñas cantidades si se compara con los nutrientes principales y secundarios. Entre ellos destacan:
- Abonos binarios o dobles: entre los que cabe destacar los abonos NP: como el (NH4)H2PO4, el (NH4)2HPO4; los abonos PK: como el K3PO4, K2HPO4, etc.

- Correctores de carencias dobles: corrigen la carencia nutricional de 2 nutrientes determinados que suelen estar relacionados. Destacan sobre todo fertilizantes correctores de carencias de CaB, CaMg, etc.

- Abonos ternarios o triples: entre los que dominan los abonos NPK al ser los nutrientes principales de las plantas. Las letras van generalmente seguidas de cifras, representando las proporciones respectivas de los elementos. Los abonos químicos producidos industrialmente contienen una cantidad mínima garantizada de elementos nutritivos, y está indicada en el saco. Por ejemplo, la fórmula NPK (5-10-5) indica la proporción de nitrógeno (N), de fósforo (P) y de potasio (K) presente en los abonos, siendo 5% de N, 10% de P2O5 y 5% de K2O.

- Correctores de carencias triples: fertilizantes para corregir la carencia nutricional de 3 nutrientes determinados que suelen estar relacionados o cuyas deficiencias son difíciles de discernir entre ellos. Es el caso de las deficiencias de algunos micronutrientes como el Fe, Mn Y Zn.

- Correctores multicarenciales: fertilizantes para corregir más de 3 carencias nutricionales.

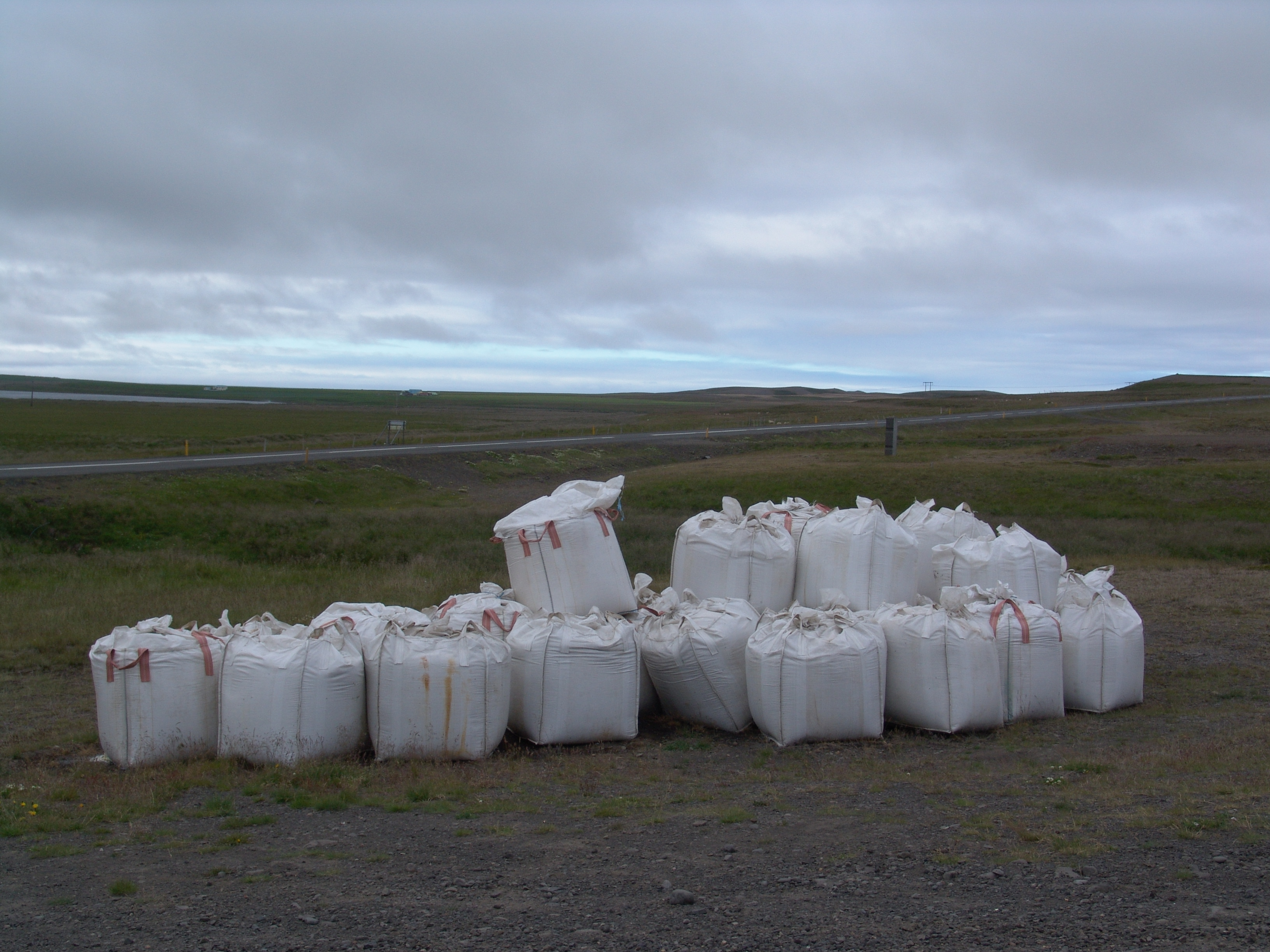
Sacos de abono mineral preparados para su distribución en los campos.

## Riquezas de los fertilizantes
Las riquezas de los diferentes elementos químicos en las etiquetas de los fertilizantes no se suelen dar en porcentaje elemental. Así:
- La riqueza de nitrógeno se garantiza en %N, ya esté en forma de nitrato NO3, de amoníaco NH4 o de urea.
- El fósforo en %P2O5, ya sea aportado en forma de fosfato, pirofosfato, fosfito.
- El potasio en %K2O, aunque siempre esté en forma de catión K+.
- El calcio en %CaO, aunque sea siempre aportado como el catión Ca2+.
- El magnesio en %MgO, aunque se encuentre siempre como catión divalente Mg2+.
- Salvo el boro, los microelementos se ponen como porcentaje elemental: %Zn, %Mn, %Cu, %Fe, %Mo, %Cl
- El boro en % B2O3 o %B dependiendo del país, aunque suela ser aportado en forma de ácido bórico o bórax.
- El silicio en %SiO2, aunque suele aportarse como silicato de sodio o potasio.

## Producción de fertilizantes

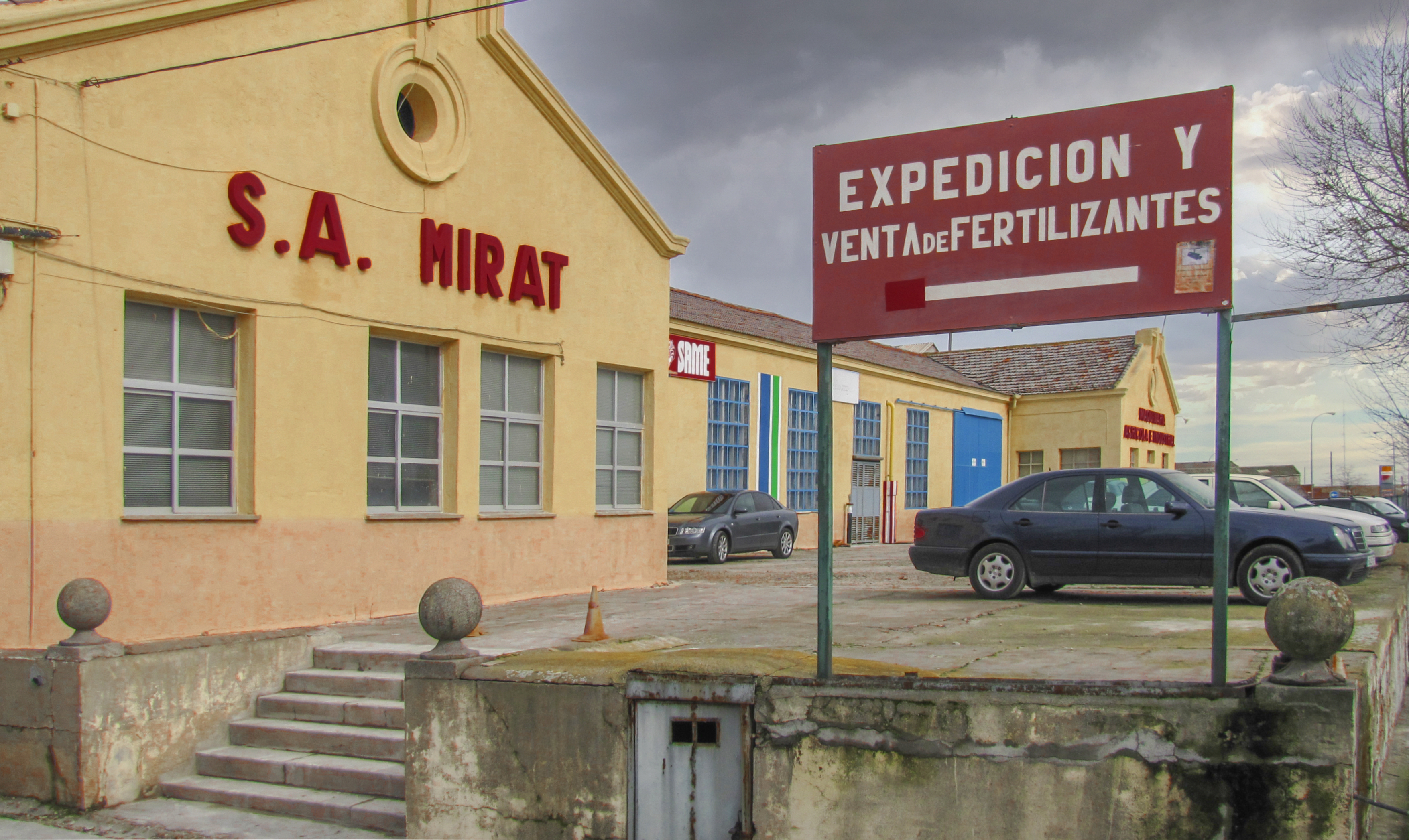
En 1812 se fundó la fábrica de abonos y fertilizantes S.A. Mirat, en Salamanca, España.

Todos los proyectos de producción de fertilizantes requieren la transformación de compuestos que proporcionan los nutrientes para las plantas: nitrógeno, fósforo y potasio (NPK por los símbolos químicos de estos elementos), sea individualmente (fertilizantes "simples"), o en combinación (fertilizantes "mixtos").
El amoníaco constituye la base para la producción de los fertilizantes nitrogenados, y la gran mayoría de las fábricas contienen instalaciones que lo proporcionan, sin considerar la naturaleza del producto final. Asimismo, muchas plantas también producen ácido nítrico en el sitio. Los fertilizantes nitrogenados más comunes son: amoníaco anhidro, urea (producida con amoníaco, nitrato de amonio (producido con amoníaco y ácido nítrico), sulfato de amonio (fabricado a base de amoníaco y ácido sulfúrico) y nitrato de calcio y amonio, o nitrato de amonio y caliza el resultado de agregar caliza CaMg(CO3)2 al nitrato de amonio.
Los fertilizantes de fosfato incluyen los siguientes: piedra de fosfato molida, escoria básica (un subproducto de la fabricación de hierro y acero), superfosfato (que se produce al tratar la piedra de fosfato molida con ácido sulfúrico), triple superfosfato (producido al tratar la piedra de fosfato con ácido fosfórico), y fosfato mono y diamónico. Las materias primas básicas son: piedra de fosfato, ácido sulfúrico (que se produce, usualmente, en el sitio con azufre elemental), y agua.
Todos los fertilizantes de potasio se fabrican con salmueras o depósitos subterráneos de potasa. Las formulaciones principales son cloruro de potasio, sulfato de potasio y nitrato de potasio.
Se pueden producir fertilizantes mixtos, mezclándolos en seco, granulando varios fertilizantes intermedios mezclados en solución, o tratando la piedra de fosfato con ácido nítrico (nitrofosfatos).
También es posible hacer fertilizante de forma natural.

## Clases de abonos o fertilizantes
Hay dos formas de hacer abonos o fertilizantes minerales. La forma más fácil es a través de minas (ejemplo, nitrato potásico, cloruro potásico). La otra forma es a través de procesos de síntesis química en plantas químicas.
Hasta 1850 aproximadamente, el abono usado era únicamente el abono orgánico, es decir, una mezcla de estiércol, guano compostaje con agua. Este fue el primer abono líquido empleado. Hasta mediados del siglo XX también se usaba pescado como fertilizante. El primer abono mineral “de síntesis química” fue el sulfato amónico (NH4)2SO4.
{\displaystyle \mathrm {NH_{4}OH\ +\ H_{2}SO_{4}\ \longrightarrow \ (NH_{4})_{2}SO_{4}\ +\ 2\ H_{2}O} }
En este compuesto el SO2 proviene del azufre (S). Si quemamos azufre e introducimos el humo que sale en agua obtenemos H2SO4. El amonio (NH4) provenía de las minas de carbón. Estas minas se inundaron de agua para obtener hidróxido de amonio, es decir:
{\displaystyle \mathrm {NH_{3}(g)\ +\ H_{2}O\ \longrightarrow \ (NH_{4})OH} }
Más tarde comenzaron a aspirar el amoníaco gaseoso fuera de la mina y una vez fuera lo mezclaban con el agua.
Hace unos 200 años se encontraron minas de nitrato sódico (NaNO3) en Chile. De este modo, el nitrato de sodio  fue el segundo abono mineral usado. En España, en 1880 una empresa comenzó a exportar nitrato sódico
El siguiente abono mineral fue el fósforo, en forma de fosfatos, provenientes de las rocas fosfatadas. El Fosforo (P) es un elemento muy reactivo que no existe en la naturaleza en su forma natural. En las minas suele estar unido al calcio, como fosfato de calcio Ca3(PO4)2. La mayoría del calcio procede de las rocas carbónicas, en forma de carbonato de calcio (CaCO3), mientras que en las minas de fósforo está en forma de fosfato de calcio. El fósforo unido al calcio y oxígeno es demasiado estable para ser absorbido, por lo que permanece mucho fosforo en el suelo que la planta no puede usar.
Por ello, si tomamos el fosfato cálcico con ácido sulfúrico obtenemos ácido fosfórico, que es la forma más asimilable por la planta.
{\displaystyle \mathrm {Ca_{3}(PO_{4})_{2}\ +\ 3\ H_{2}SO_{4}\ \longrightarrow \ H_{3}PO_{4}\ +\ 3\ CaSO_{4}} }
Si bien, el ácido fosfórico lo limitamos reduciendo su cantidad obtenemos:
{\displaystyle \mathrm {Ca_{3}(PO_{4})_{2}\ +\ 2\ H_{2}SO_{4}\ \longrightarrow \ Ca(H_{2}PO_{4})_{2}\ +\ 2\ CaSO_{4}} }
{\displaystyle \mathrm {Ca_{3}(PO_{4})_{2}\ +\ H_{2}SO_{4}\ \longrightarrow \ 2\ Ca(HPO_{4})\ +\ CaSO_{4}} }
Mientras el (NH4)2SO4 está en forma de cristales, el H3PO4 es líquido. Si bien, el P aparece en los abonos como Ca(H2PO4)2 por ser asimilable por las plantas al tener un pH menos ácido. También se venden abonos fosfatados en forma de (NH4)2HPO4, conocido como DAP (de las siglas en inglés de fosfato diamónico) y en forma de (NH4)H2PO4, conocido como MAP (de las siglas en inglés de fosfato monoamónico. Tanto el DAP como el MAP son abonos granulados mezclados con tierra, lo que le da un aspecto granulado como “trigo”.
El potasio (K) apareció en Austria, en minas de cloruro de potasio KCl hace unos 150 años.
El gran salto de los abonos minerales fue en los años 1920-1930, tras la 1.ª Guerra Mundial. Durante la 1.ª Guerra Mundial, en 1905, el químico alemán Fritz Haber encontró la forma de fabricar amoníaco que se usa en la actualidad.
{\displaystyle \mathrm {N_{2}\ +\ 3\ H_{2}\ {\xrightarrow {500bar,\ 1073\ K}}\ 2\ NH_{3}} }
El ácido nítrico se obtiene quemando NH3, para pasarlo a NO2, que mezclamos con agua, según el método de Ostwald:
{\displaystyle \mathrm {4\ NH_{3}(g)+\ 5\ O_{2}(g)\ {\xrightarrow {Pt,\ 1173\ K}}\ 4\ NO(g)+\ 6\ H_{2}O(g)} }
{\displaystyle \mathrm {NO(g)+\ 1/2\ O_{2}(g)\ \longrightarrow \ NO_{2}(g)} }
{\displaystyle \mathrm {3\ NO_{2}(g)+\ H_{2}O(l)\ \longrightarrow \ 2\ HNO_{3}(ac)+\ NO(g)} }
Quedando una reacción global:
{\displaystyle \mathrm {NH_{3}(g)+\ 2\ O_{2}(g)\ \longrightarrow \ 2\ HNO_{3}(ac)+\ H_{2}O(l)} }
Podemos obtener el nitrato amónico a partir del ácido nítrico:
{\displaystyle \mathrm {NH_{3}+\ HNO_{3}\ \longrightarrow \ (NH_{4})NO_{3}} }
Otro abono es el nitrato de calcio Ca(NO3)2, que apareció en 1920, de la forma:
{\displaystyle \mathrm {CaO+\ 2\ HNO_{3}\ \longrightarrow \ Ca(NO_{3})_{2}+\ H_{2}O} }
El mayor productor de este abono es Noruega, a partir del NO2 procedente de los rayos:
{\displaystyle \mathrm {3\ NO_{2}+\ H_{2}O\ \longrightarrow \ 2\ HNO_{3}+\ NO} }
{\displaystyle \mathrm {2\ HNO_{3}+\ CaO\ \longrightarrow \ Ca(NO_{3})_{2}+\ H_{2}O} }
Otro es el nitrato de sodio NaNO3, que no es un buen abono, pero que se sigue empleando por tradición:
En 1930 aparece la urea, que es actualmente el abono nitrogenado más producido en el Mundo:
2 NH3 + CO2 = (NH2)2CO + H2O
Vemos como el nitrógeno puede aparecer como nitrato, amoníaco y ureico. 
Debido a que durante la 1.ª Guerra Mundial se crearon muchas fábricas de nitrato amónico para explosivos NH4(NO3), al terminar la guerra muchas de estas fábricas se emplearon para la fabricación de este nitrato como abono. Por ello, el primer abono líquido fue el “agua-amonia”, que se incorpora al suelo porque en la superficie se evapora.
Otro abono líquido muy usado antes de la 1.ª Guerra Mundial consistía en tomar amoníaco gaseoso e inyectarlo dentro del suelo. Un abono desarrollado antes de la 1.ª Guerra Mundial, pero empleado tras esta, fue el N32, que procede del nitrato amónico y de la urea.
También tenemos como abono líquido el N20, procedente del nitrato amónico y agua, que también comenzó a usarse sobre 1950. Los fertilizantes complejos se caracterizan por su consistencia, ya que los elementos componentes son fusionados químicamente a altas temperaturas usando complejos procesos y aditamentos como azufre, ácido sulfúrico y otros minerales. Si bien tienen un costo más elevado, la calidad por consistencia es considerable.

## Composición de los abonos más comunes
Algunos ejemplos de abonos simples:
- Nitrogenados: urea (46% de nitrógeno), sulfato amónico (21% N), nitrato amónico (33,5% N), nitrato de calcio (27% N), etc
- Fosfatos: superfosfato simple (18% P2O5) o superfosfato triple (46% P2O5), etc.
- Potasas: cloruro de potasio (60% K2O), sulfato de potasio (50% K2O), etc.

Algunos ejemplos de abonos compuestos:
- El fosfato diamónico contiene a la vez N y P.
- NPK(18-46-10), NPK(20-20-10)...
- El nitrato de potasio contiene a la vez N y K.

## Aplicación de los abonos

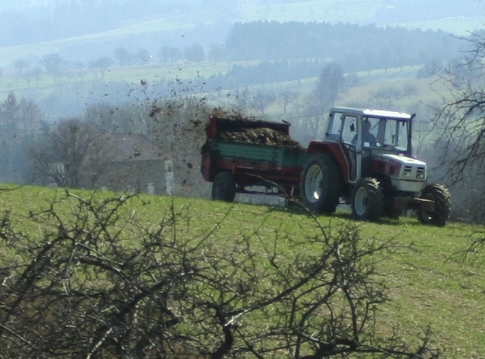
Proceso de estercolado.

Generalmente los abonos son incorporados al suelo, pero pueden ser también aportados por el agua de riego. Una técnica particular, el cultivo hidropónico, permite alimentar las plantas con o sin sustrato. Las raíces se desarrollan gracias a una solución nutritiva – agua más abonos - que circula en contacto con ellas. La composición y la concentración de la solución nutritiva deben ser constantemente reajustadas.
En ciertos casos, una parte de la fertilización puede ser realizada por vía foliar, en pulverización. En efecto, las hojas son capaces de absorber abonos, si son solubles y la superficie de la hoja permanece húmeda bastante tiempo. Esta absorción queda siempre limitada en cantidad. Son, pues, muchos los oligoelementos que pueden ser aportados así, teniendo en cuenta las pequeñas cantidades necesarias a las plantas.
Los abonos deben ser utilizados con precaución. Generalmente se sugiere:
- Evitar los excesos, pues fuera de ciertos umbrales los aportes suplementarios no solamente no tiene ningún interés económico, sino que pueden ser tóxicos para las plantas (en particular los oligoelementos), y de dañar el entorno.
- Controlar sus efectos sobre la acidez del suelo.
- Tener en cuenta las interacciones posibles entre los elementos químicos.

## Efectos sobre el entorno y la salud

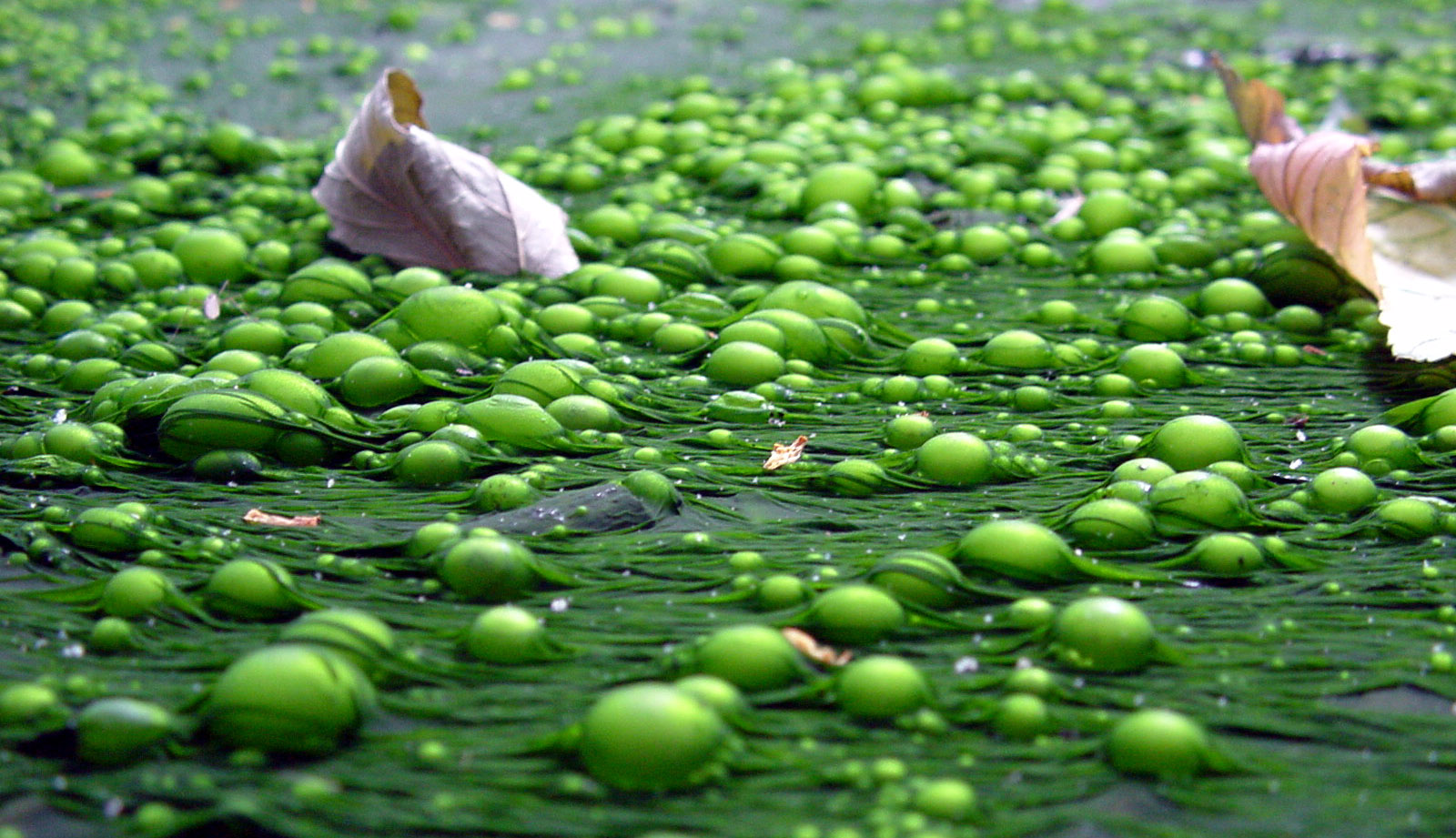
Eutrofización del agua de una laguna debida al exceso de nutrientes en ella.

El uso de los abonos entraña dos tipos de consecuencias que pueden comportar riesgos sanitarios para el hombre y daños a los ecosistemas.
El riesgo sanitario más común es el relativo al consumo en la alimentación de agua con alto contenido en nitratos.
El riesgo medioambiental más citado es el de la contaminación del agua potable o la eutrofización de las aguas, ya que si los abonos, orgánicos o minerales, son difundidos en cantidad excesiva para reponer las necesidades de las plantas y si la capacidad de retención de los suelos no es grande, entonces los elementos solubles llegan a la capa freática por infiltración, o hacia los cursos de agua por arrastre.
Generalmente, las consecuencias de la utilización de los abonos, que pueden comportar riesgos y que son criticadas, son las siguientes:
- Efectos sobre la fertilidad de los suelos, su estructura, el humus y la actividad biológica.
- Efectos sobre la erosión.
- Efectos ligados al ciclo del nitrógeno y a la toxicidad de los nitratos en las aguas potables.
- Efectos ligados a la degradación de los abonos inutilizados, que emiten gases de efecto invernadero a la atmósfera. En el caso de los abonos de nitrógeno, se puede implementar el uso de fertilizantes estabilizados para contrarrestar estos efectos, que pueden llegar a reducir en un 30% las emisiones.[12]
- Efectos ligados al ciclo del fósforo.
- Efectos ligados a otros elementos nutritivos (potasio, azufre, magnesio, calcio, oligoelementos).
- Efectos ligados a la presencia de metales pesados (cadmio, arsénico, flúor) o de elementos radiactivos (significativamente presentes en los fosfatos, y en los purines de cerdos por los metales pesados).
- Efectos sobre los parásitos de los cultivos.
- Eutrofización de las aguas dulces y marinas.
- Efectos sobre la calidad de los productos.
- Contaminación emitida por la industria de producción de abonos.
- Utilización de energía no renovable.
- Agotamiento de los recursos minerales.
- Efectos indirectos sobre el entorno, por efecto de la mecanización en la agricultura intensiva.

## Consumo mundial de abonos
Entre 1972 y 1992, la utilización mundial de abonos ha pasado de 73,8 a 132,7 millones de toneladas. En Canadá, la utilización de abonos ha pasado de 1 millón de toneladas en 1960 a cerca de 4 millones de toneladas en 1985, mientras que el porcentaje de tierras que han recibido abonos ha pasado del 16% en 1970 a 50% en 1985
El consumo mundial de abonos se ha elevado a 141,4 millones de toneladas en 1999 (fuente FAO). Los principales países consumidores son los siguientes (en millones de toneladas):
| País           | Millones de toneladas |
| -------------- | --------------------- |
| China          | 55.69                 |
| Estados Unidos | 19,9                  |
| India          | 18,4                  |
| Brasil         | 5,9                   |
| Francia        | 4,8                   |
| Alemania       | 3,0                   |
| Pakistán       | 2,8                   |
| Indonesia      | 2,7                   |
| Canadá         | 2,6                   |
| España         | 2,3                   |
| Australia      | 2,3                   |
| Turquía        | 2,2                   |
| Reino Unido    | 2,0                   |
| Vietnam        | 1,9                   |
| México         | 1,8                   |

## Temas especiales

### Potenciales impactos negativos
Los impactos económicos positivos para los propietarios de esta industria son obvios: los fertilizantes son críticos para lograr el nivel de producción agrícola necesario para alimentar la población mundial, rápidamente creciente. Además, hay impactos negativos directos para el medio ambiente natural.
Sin embargo, los impactos ambientales negativos de la producción de fertilizantes pueden ser severos. Las aguas servidas constituyen un problema fundamental. Pueden ser muy ácidas o alcalinas y, dependiendo del tipo de planta, pueden contener algunas sustancias tóxicas para los organismos acuáticos, si las concentraciones son altas: amoníaco o los compuestos de amonio, urea de las plantas de nitrógeno, cadmio, arsénico, y fósforo de las operaciones de fosfato, si está presente como impureza en la piedra de fosfato. Además, es común encontrar en los efluentes, sólidos totales suspendidos, nitrato y nitrógeno orgánico, fósforo, potasio, y (como resultado), mucha demanda de oxígeno bioquímico (DOB5); y, con la excepción de la demanda de oxígeno bioquímico, estos contaminantes ocurren también en las aguas lluvias que escurren de las áreas de almacenamiento de los materiales y desechos. Es posible diseñar plantas de fosfato de tal manera que no se produzcan descargas de aguas servidas, excepto en el caso del rebosamiento de una piscina de evaporación durante las temporadas de excesiva lluvia, pero esto no siempre es práctico.
Los productos de fertilizantes terminados también son posibles contaminantes del agua; su uso excesivo e inadecuado puede contribuir a la eutrofización de las aguas superficiales o contaminación con nitrógeno del agua freática. Además, la explotación de fosfato puede causar efectos negativos. Estos deben ser tomados en cuenta, cuando se predicen los impactos potenciales de proyectos que incluyan las operaciones de extracción nueva o expandida, sea que la planta está situada cerca de la mina o no (ver la sección: "Extracción y Procesamiento de Minerales").
Los contaminantes atmosféricos contienen partículas provenientes de las calderas, trituradores de piedra de fosfato, fósforo (el contaminante atmosférico principal que se originan en las plantas de fosfato), neblina ácida, amoníaco, y óxidos de azufre y nitrógeno. Los desechos sólidos se producen principalmente en las plantas de fosfato, y consisten usualmente en ceniza (si se emplea carbón para producir vapor para el proceso), y yeso (que puede ser considerado peligroso debido a su contenido de cadmio, uranio, gas de radón y otros elementos tóxicos de la piedra de fosfato).
La fabricación y manejo de ácido sulfúrico y nítrico representa un riesgo de trabajo y peligro para la salud, muy grande. Los accidentes que producen fugas de amoníaco pueden poner en peligro no solamente a los trabajadores de la planta, sino también a la gente que vive o trabaja en los lugares aledaños. Otros posibles accidentes son las explosiones, y las lesiones de ojos, nariz, garganta y pulmones.
En el suelo, bacterias convierten los compuestos nitrogenados en óxido nitroso (N2O), un potente gas de efecto invernadero.
Como algunos de los impactos que se han mencionado pueden ser evitados completamente, o atenuados más exitosamente a menor costo, si se escoge el sitio con cuidado.
Sin embargo se debe entender el aprovechamiento del empleo de fertilizantes orgánicos, y lo mismo que de minerales, como un modo importante de intervención del hombre en el ciclo de sustancias de la agricultura. A través de los animales cuyos excrementos son aprovechados, pasan nitrógeno, fósforo, potasio y otros nutrientes a los excrementos.

### Desechos sólidos
Los desechos sólidos son aquellos que están considerados como un peligro para nuestra salud y la de nuestras familias. Algunos de estos desechos, son alimentos que se dejan tirados a la intemperie, siendo estos orgánicos tienden a descomponerse fácilmente, por lo que se irán acumulando y produciendo un mal olor, o bien, enfermedades.

### Reducción de los desperdicios
Se emplean importantes cantidades de agua en la industria de fertilizantes, para los procesos, enfriamiento, y operación de los equipos de mitigación de la contaminación. Los desechos líquidos se originan en los procesos, torres de enfriamiento y purgación de las calderas, causando derrames, fugas y escurrimiento. Sin embargo, existe la oportunidad de reutilizar estas aguas dentro de las plantas, y reducir las demandas de la planta sobre las existencias locales. Por ejemplo, el agua servida que proviene de la producción de ácido fosfórico puede ser utilizada, nuevamente, como agua de proceso en la misma planta. Otras aguas servidas pueden ser empleadas en los condensadores, lavadores de gases y sistemas de enfriamiento.
El yeso de las plantas de fertilizantes de fosfato, puede ser utilizado en la fabricación de cemento y producción de bloques para la construcción, y planchas de yeso. Además, se utiliza el yeso para cubrir los rellenos sanitarios. Si está contaminado con metales tóxicos o material radiactivo, requerirá un tratamiento especial.
Las empresas de agua potables de los Estados Unidos emplean ácido hidrofluosilícico ampliamente, para fluorización porque, como desecho de la producción de fertilizantes de fosfato, es mucho menos costoso que fluoruro de sodio. Se transporta el ácido grandes distancias en los Estados Unidos, pero, en general, su exportación no es económicamente atractiva. Sin embargo, pueden presentarse circunstancias en las que pueda ser reutilizado por un país en desarrollo, especialmente después de convertirlo en una sal de sodio. Además, el ácido puede ser utilizado para producir fluoruro de aluminio.

### Amoníaco
La producción, uso y almacenamiento de amoníaco requiere un diseño acertado, buen mantenimiento y monitorización, para reducir al mínimo el riesgo de fugas o explosiones accidentales. Es esencial tener un plan de contingencia para proteger al personal de la planta y las comunidades aledañas.
El amoníaco se puede aplicar directamente al suelo por medio de tractores equipados con mangueras o tubos inyectores. En almacenamiento tiene comportamiento de sustancia líquida, por lo que el nitrógeno inyectado al suelo tiene escaso nivel de fuga al medio ambiente. En grandes plantaciones de caña de azúcar, la fertilización con amoníaco es más eficiente que aplicar urea u otro fertilizante sólido con nitrógeno.

## Alternativas del Proyecto

### Tipos de plantas de procesamiento
Los temas generales que han de ser considerados durante la selección del sitio para una planta industrial destinada a la producción de fertilizantes se presentan en la sección: "Ubicación de Plantas y Desarrollo de Parques Industriales". La naturaleza de la producción de fertilizantes es tal que los impactos sobre la calidad del agua, y los de la extracción de las materias primas y transporte de los materiales al granel a la planta y fuera de esta, merecen especial atención durante la evaluación de los sitios alternativos. Si la calidad de las aguas de recepción es inferior, o el caudal es insuficiente, son inadecuadas, han para recibir los efluentes bien tratados. Si la demanda de materia prima para una planta de fosfato requiere la apertura de canteras adicionales, estas deben ser identificadas (si son conocidas), y sus impactos ambientales deben ser considerados como parte del proyecto.

### Proceso de fabricación
Aunque existe una variedad de alternativas para la planificación y ejecución de los proyectos, generalmente, las materias primas que están disponibles y la demanda para los productos terminados específicos, limitan el tipo de proceso de fabricación de fertilizantes que se puede utilizar. Al tratarse de un proceso de ácido fosfórico, la calidad del subproducto de yeso puede ser un parámetro: el proceso hemihidrato puede producir yeso que sirva, directamente, como aditivo para la fabricación de cemento.
Las plantas de coquificación de hierro y acero son una fuente de materia prima alternativa, pero limitada, para la producción de fertilizantes de sulfato de amonio (producido de amoniaco y ácido sulfúrico); el sulfato de amoníaco es un subproducto de la producción de coque, y también de la producción de caprolactam (nailon). El gas natural, el petróleo, la nafta y el carbón son materias primas alternativas para la producción de amoniaco. El azufre y las piritas son opciones para la producción de ácido sulfúrico.
El gas natural, el petróleo y el carbón son diferentes combustibles que pueden servir para generar vapor en las plantas de fertilizantes.

### Control de la contaminación atmosférica
Se deben considerar las siguientes medidas para controlar las emisiones atmosféricas que emanan de las operaciones de las plantas: diseño del proceso y selección de los equipos, precipitadores electrostáticos, lavadores de los gases de escape, filtros y ciclones.

### Control de la calidad del agua
Se puede controlar la contaminación del agua causada por la descarga de efluentes o el escurrimiento proveniente de las pilas de desechos, si el monitoreo es adecuado. El diseño del proyecto debe contemplar las siguientes opciones, con respecto al tratamiento de las aguas servidas y de enjuague:
- reutilización de las aguas servidas;
- intercambio iónico o filtración de membrana (plantas de ácido fosfórico);
- neutralización de las aguas servidas ácidas o alcalinas;
- sedimentación, floculación y filtración de los sólidos suspendidos;
- uso de las aguas servidas para riego;
- tratamiento biológico

## Administración y capacitación
Los impactos potenciales de los procesos de fabricación de fertilizantes sobre el aire, el agua y el suelo, implican la necesidad de tener un apoyo institucional, para asegurar que sea eficiente, la supervisión del manejo de los materiales, y para controlar la contaminación y reducir los desperdicios. Se debe capacitar al personal de la planta en las técnicas empleadas para controlar la contaminación del aire y el agua. A menudo, los fabricantes de los equipos, provienen la capacitación necesaria en cuanto a su operación y mantenimiento. Se deben establecer procedimientos normales de operación de la planta, para que sean implementados por la gerencia. Estos deben incluir la pre-operación de los equipos que controlan la contaminación, requerimientos en cuanto a la monitorización de la calidad del aire y el agua, instrucciones a los operadores a fin de prevenir las emisiones malolientes, y directrices con respecto a la notificación de las autoridades competentes en el caso de una descarga casual de contaminantes. Se debe mejorar el manejo de las sustancias tóxicas y peligrosas mediante el uso de detectores alarmas etc y capacitación especial ara el personal operativo.
Son necesarios los procedimientos de emergencia a fin de implementar acción rápida y efectiva en el caso de que ocurran accidentes, (p.ej., derrames, incendios o explosiones mayores), que representen graves riesgos para el medio ambiente o la comunidad circundante. Frecuentemente, los funcionarios y agencias del gobierno local, así como los servicios comunitarios (médicos, bomberos, etc.), juegan un papel clave en este tipo de emergencia; por eso, deben ser incluidos en el proceso de planificación. Los ejercicios periódicos son componentes importantes de los planes de respuesta. (Ver la sección: "Manejo de Peligros Industriales", para mayores detalles.)
Se deben establecer e implementar normas de salud y seguridad en la planta, incluyendo las siguientes:
- Provisiones para prevenir y responder a fugas casuales de amoníaco o derrames fortuitos de Ácido sulfúrico, fosfórico o nítrico;
- Procedimientos para reducir al mínimo el peligro de explosión del nitrato de calcio y amonio;
- Procedimientos para asegurar que la exposición a los vapores de amoníaco y óxido de nitrógeno (plantas de fertilizantes nitrogenados), a los vapores de di y trióxido de azufre, y a la neblina de ácido sulfúrico, sea inferior a las normas fijadas por el Banco Mundial;
- Un programa de exámenes médicos rutinarios;
- Capacitación permanente sobre la salud y seguridad en la planta, y buenas prácticas de limpieza ambiental;

(Para mayores detalles, ver Occupational Health and Safety Guidelines del Banco Mundial, y los siguientes capítulo: "Manejo de Peligros Industriales", "Manejo de Materiales Peligrosos", y Ubicación de Plantas y Desarrollo de Parques Industriales.")
Se deben fijar normas para las emisiones y efluentes de la planta, de acuerdo con los reglamentos nacionales, si existen; caso contrario, deben establecerse de acuerdo a los lineamientos del Banco Mundial. Las agencias gubernamentales que tienen la responsabilidad de monitorear la calidad del aire y el agua, operar los equipos de control de la contaminación, implementar las normas, y vigilar las actividades de eliminación de desperdicios, pueden requerir capacitación especializada y deben tener la autoridad y equipos necesarios. La evaluación ambiental debe incluir la valorización de la capacidad local en este respecto, y recomendar la incorporación, en el proyecto, de los elementos apropiados de asistencia.

## Monitoreo
Los planes específicos de monitoreo de las plantas de fertilizantes y los sitios dependen del caso y deben incluir:
- la opacidad del gas de la chimenea en forma continua;
- pruebas periódicas (plantas de fosfato, solamente) para detectar las emisiones de partículas, compuestos de flúor, óxidos de nitrógeno, dióxido de azufre;
- control de los óxidos de azufre en las plantas de ácido sulfúrico y de los óxidos de nitrógeno de las de ácido nítrico;
- pruebas periódicas (plantas de nitrógeno, solamente) para verificar las emisiones de partículas, amoníaco y óxidos de nitrógeno;
- parámetros del proceso (continuo) que verifiquen la operación de los equipos que controlan la contaminación atmosférica (p.ej., los registros de la temperatura del gas de la chimenea indicarán si los lavadores están fuera de servicio);
- la calidad del aire del lugar de trabajo para detectar los siguientes contaminantes, según el tipo de planta y proceso: óxidos de nitrógeno, amoníaco, dióxido de azufre, compuestos de fluoro y partículas;
- la calidad del aire ambiental alrededor de las plantas para verificar la presencia de los contaminantes correspondientes;
- la calidad de las aguas de recepción, aguas abajo, para controlar la presencia de oxígeno disuelto y los contaminantes correspondientes;
- el control del pH (continuo) de las corrientes de desechos líquidos, así como los sólidos totales suspendidos o disueltos, amoníaco, nitratos, nitrógeno orgánico, fósforo, Demanda de Oxígeno Bioquímico (DOB5), aceite y grasa (si se utiliza aceite combustible);
- las descargas de agua lluvia para detectar la presencia de fósforo, compuestos de fluoro, sólidos totales suspendidos y el pH;
- yeso para controlar el contenido de cadmio y otros metales pesados y radioactividad;
- las áreas de trabajo de todas las plantas, a fin de control los niveles de ruido;
- el pH de las aguas de recepción, así como los sólidos totales suspendidos, y la calidad del aire ambiental para controlar la presencia de partículas;
- las pilas de acopio de yeso y las piscinas, para controlar el escurrimiento e infiltración;
- inspecciones para asegurar que se cumplan los procedimientos de seguridad y de control de la contaminación, así como los programas adecuados de mantenimiento.

## Por países

### Unión Europea
En la Unión Europea se ha la siguiente normativa: 
- Reglamento (CE) n.º 2003/2003 del Parlamento Europeo y del Consejo de 13 de octubre de 2003, relativo a los abonos.
- Reglamento (CE) n.º 1907/2006, del Parlamento Europeo y del Consejo, de 18 de diciembre de 2006, relativo al registro, la evaluación, la autorización y la restricción de las sustancias y preparados peligrosos (REACH).
- Reglamento (CE) n.º 1272/2008, del Parlamento Europeo y del Consejo, de 16 de diciembre de 2008, sobre clasificación, etiquetado y envasado de sustancias y mezclas.
- Reglamento (CE) n.º 1069/2009, del Parlamento Europeo y del Consejo, de 21 de octubre de 2009, por el que se establecen las normas sanitarias aplicables a los subproductos animales y los productos derivados no destinados al consumo humano y por el que se deroga el Reglamento (CE) n.º 1774/2002, considerando su posible utilización en la fabricación de abonos y enmiendas.

#### España
En España, la materia se encuentra regulada por el Real Decreto 506/2013, de 28 de junio, sobre productos fertilizantes y que crea el Registro de Productos Fertilizantes.